# Велике винищення джедаїв
Винищення джедаїв, також відоме як Велике винищення джедаїв (англ. Great Jedi Purge) — це подія у вигаданому всесвіті «Зоряних війн», під час якої ситхами раптово був атакований Орден джедаїв, а Галактична Імперія вела полювання за вцілілими джедаями, що призвело до майже повного їх знищення. План знищення джедаїв походив з часів стародавніх війн проти ситхів, в кінці яких ситхи майже повністю були ліквідовані джедаями. Після чого ситхи вирушили у підпілля, створюючи план зі знищення Ордену джедаїв. Через тисячоліття після майже повної поразки ситхів, Дарт Сідіус використовуючи свою публічну особу сенатора, а потім Верховного Канцлера Шива Палпатіна, маніпулював Сенатом під час Війн клонів, і завдяки війні зміг отримати надзвичайні повноваження. Під час війни використовувалася армія клонів, в голові кожного клона був імплантований чип-інгібітор, який після активації призвів до повного підкорення, і через це вони були змушені вбити своїх лідерів-джедаїв.
Винищення джедаїв розпочалося наприкінці Війн клонів. Енакін Скайвокер, який вважався «Обраним», якому було призначено знищити ситхів, виявивши, що Палпатін — це Дарт Сідіус, повідомив про це майстра-джедая Мейса Вінду. Після того, як Сідіус публічно нарік це «повстанням джедаїв», Вінду та ще троє майстрів вступили у бій з Кацлером. Кінець кінцем Палпатін зійшовся з Вінду в дуелі на світлових мечах. Скайвокер, який хотів врятувати свою дружину Падме Амідалу від смерті, завадив Вінду вбити Темного лорда, і завдяки цьому Сідіус зміг вбити Вінду. Після чого Скайвокер став новим учнем Сідіуса, і отримав нове ім'я від нього — Дарт Вейдер. Вейдер отримав завдання здійснив напад на Храм джедаїв, і знищити всіх, хто там є. Паралельно з цим Сідіус дав команду клонам виконати наказ «66». На кінці війни Палпатін оголосив джедаїв зрадниками, а себе Імператором, і перетворив Республіку на Галактичну Імперію.
За часів Імперії продовжувалось полювання та знищення джедаїв. Вейдер командував інквізиторами, їх робота полягала у полюванні на джедаїв. Гранд-інквізитор, колишній вартовий Храму джедаїв, полював на групу повстанців на планеті Лотал, яку очолив колишній падаван, Кенан Джаррус. Ці повстанці в підсумку сприяли створенню Альянсу Повстанців, який воював проти Імперії під час Галактичної громадянської війни. Одним з повстанців був син Вейдера, Люк Скайвокер, який став останнім з джедаїв. Вейдер помер незабаром після того, як убив Сідіуса, щоб врятувати свого сина, що призвело до припинення панування ситхів над галактикою, і цим здійснив пророцтво.

## Передісторія
Більше тисячі років до вторгнення на Набу, джедаї-відступники почали використовувати темну сторону Сили, вважаючи, що на темній стороні криється справжній потенціал. Хоча це призвело до їх вигнання з Ордену джедаїв, вони знайшли послідовників та сформували новий орден, і зрештою вони почали називатись ситхами. Незабаром джедаї і ситхи стали запеклими ворогами, і між ними виникало безліч війн. Зрештою, жадібність ситхів до влади призвела до міжусобиці в їхньому ордені, чим джедаї скористалися, і майже повністю знищили ситхів. Після перемоги джедаї вважали, що ситхи вимерли. Однак лорд ситхів Дарт Бейн вижив, і задумав свою помсту, запровадивши «Великий план» та Правило двох (майстер та учень), що дозволяло ситхам діяти таємно, і відтепер вони використовували хитрість і змову, а не грубу силу, щоб здійснити свій план знищення Ордену джедаїв, і врешті-решт підкорити галактику.
Ситхи діяли таємно протягом століть. Шив Палпатін, який був родом з Набу, став учнем Дарта Плегаса, і взяв собі ситхське ім'я Дарт Сідіус. Сідіус вбив свого майстра, і зайняв його місце темного Лорда ситхів. У своїй публічній особі сенатора Палпатіна з Набу Сідіус здійснив власні плани щодо отримання влади над Галактичною Республікою. Його план полягав у тому, щоб знищити Орден джедаїв і встановити панування ситхів над галактикою, а він стане суверенним правителем над імперією, що дозволить йому втягнути галактику у темряву, і дізнатись стародавні таємниці ситхів та темної сторони Сили загалом. Роблячи це, Сідіус вважав, що зможе переробити всесвіт за власним планом.
Сідіус організував вторгнення на Набу, під час якого його учень Дарт Мол зміг вбити джедая Квай-Гона Джинна, перш ніж зазнав поразки від Обі-Вана Кенобі, і цим ситхи показали себе джедаям. Сенатор Палпатін маніпулюючи правителькою Набу, королевою Падме Амідалою, закликав її висунути вотум недовіри Верховному канцлеру Фінісу Валоруму. Палпатін був номінований наступником Валорума, і в підсумку переміг у виборах на посаду Верховного канцлера. Приблизно в той же час майстер-джедай Сайфо-Діас, член Ради джедаїв, який вважав, що галактична війна неминуча, таємно наказав створити армія клонів на планеті Каміно. Сіфо-Діас мав намір використовувати армію для Республіки, але був убитий за наказом графа Дуку, який став новим учнем Сідіуса після того, як нібито Мол загинув на Набу. Дуку (Дарт Тіранус) таємно взяв на себе проєкт зі створення армії клонів, і ситхи подбали про те, щоб чип-інгібітор був в кожного солдата-клона.
Після невдалого захоплення Набу, з'явилась нова сепаратистська загроза для Республіки, під час якої тисячі зоряних систем відокремилися від неї і приєдналися до Конфедерація незалежних систем. Цей період політичної напруженості та заклики до війни були організовані ситхами як засіб для Сідіуса отримати подальший контроль над галактикою. Для того, щоб прийняти та керувати армією клонів Палпатіну необхідно мати надзвичайні повноваження, і він маніпулює молодшим представником з Набу Джар Джар Бінксом, який закликав Сенат надати канцлеру надзвичайну виконавчу владу. Сенат надав канцлеру повноваження, а армія клонів стала Великою армією Республіки. Невдовзі розпочались Війни клонів, перша битва війни відбувалась на Геонозисі.
Орден джедаїв був призначений відповідальним за військові дії під час війни, а джедаї були генералами і командирами в армії. Після кількох років війни багато жителів галактики виступили проти конфлікту і звинуватили джедаїв у тривалій та руйнівній війні. Тому громадська думка почала обертатися проти джедаїв. Падаван Баррісс Оффі, член Ордена, також вважала, що джедаї стали співучасниками помилкової війни, що призвело до бомбардування Храму джедаїв на Корусанті. Інші джедаї також поділяли її погляди, майстер-джедай Депа Біллаба вважала, що джедаї керували війною помилково. Великий магістр Йода після того, як вирушив духовним шляхом, щоб дізнатися секрети вічної свідомості в Силі, побачив на планеті Дагоба видіння, в якому бореться з клонами і був убитий Дартом Сідіусом. Під час своєї подорожі він переконався, що Орден джедаїв, можливо, програв Війни клонів, просто воювавши в ньому. Він підозрював, що джедаї програють війну, але зрештою переможуть у боротьбі проти ситхів.
Ближче до кінця війни секретний чип-інгібітор був майже розкритий, коли в одного солдата-клона на прізвисько «Тап» чип передчасно активував наказ «66». Він убив майстра-джедая Тіплар під час битви на Рінго-Вінді. Після смерті «Тапа» його друг і соратник на прізвисько «П'ятірка» розслідував, що сталося на справді, і дізнався про чип та наказ «66». Він зіткнувся з канцлером, який здійснив замах на себе і звинуватив в цьому «П'ятірку». «П'ятірка» розповів своїм командирам, джедаю Енакіну Скайвокеру та капітану «Рексу», про змову, але вони йому не повірили. «П'ятірка» був убитий іншим клоном, бо вважався загрозою. Офіційне пояснення про те, що трапилося з «Тапом», полягало в тому, що він підпав під вплив паразита, який зробив його жорстоким. Пізніше джедаї дізналися, що ситхи брали участь у створенні армії клонів, але вони не дізналися про змову, і продовжували використовувати клонів як єдиний засіб боротьби проти сепаратистів.

## Винищення джедаїв

### Повстання джедаїв
В останні дні Війн клонів канцлер Палпатін отримав більш централізовану владу, а Рада джедаїв стала все більш недовірливою до канцлера та його зростаючої влади. Вони відчували, що темна сторона Сили оточує канцлера, хоча вони ще не знали, що він був Темним Лордом, якого вони шукали протягом усієї війни. Під час битви на Корусанті Сідіус зрадив свого учня графа Дуку, якого убив Енакін за наказом Палпатіна. Після смерті Дуку канцлер пообіцяв швидше припинити війну і зняти з себе надзвичайні повноваження, на що Рада джедаїв ставилась з обережністю, і обговорювала усунення канцлера з посади, якщо він не відмовиться від своєї влади після смерті Грівуса.
Під кінець війни Енакіну Скайвокеру почали снитись видіння, у яких його дружина, сенатор Амідала, помирає під час пологів. Вирішуючи врятувати свою дружину та їхню ненароджену дитину (вони не знали, що будуть двійнята), Енакін почав шукати способи, щоб врятувати свою сім'ю. Палпатін розповів йому трагедію про Дарта Плегаса «Мудрого», яку він описав як стару легенду про ситхів, і пояснив, що Плегес був темним Лордом ситхів, який розкрив таємниці безсмертя. Невдовзі після цього канцлер розкрив джедаю, що він насправді Дарт Сідіус, і те що він може допомогти Скайвокеру врятувати його дружину. Спочатку Скайвокер відмовився і повідомив Мейса Вінду про те, що канцлер ситх.
Дізнавшись справжню особу канцлера, і те, що Палпатін ще не відмовився від своїх надзвичайних повноважень, незважаючи на смерть генерала Грівуса під час битви на Утапау, Вінду разом з трьома іншими джедаями, Кітом Фістом, Аґеном Коларом та Сесі Тійном, вирушили для арешту канцлера. Джедаї зіткнулися з канцлером в його офісі, і Сідіус накинувся на них, вбивши трьох інших майстрів-джедаїв, що кінець кінцем призвело до дуелі на світлових мечах з Вінду. Поєдинок тривав у кабінеті канцлера, поки Вінду не роззброїв Темного Лорда, після чого до них приєднався Скайвокер, щоб стати свідком слів Сідіуса, що джедаї намагаються захопити владу у Республіці. Оскільки Скайвокеру потрібен був Сідіус, щоб врятувати життя Падме, тому він втрутився у двобій, коли Вінду збирався вбити канцлера, і відрізав йосу руку. Сідіус скористався нагодою, і випустив на Вінду потік блискавок, завдяки їм він зміг викинути Вінду у вікно. Обернувшись проти Ордену джедаїв, Скайвокер присягнув Дарту Сідіусу і прийняв нове ім'я — Дарт Вейдер.

### Падіння джедаїв
Замах Вінду на життя Сідіуса дав Темному Лорду необхідне виправдання, щоб звинуватити джедаїв у зраді, і знищити Орден джедаїв. Він наказав Вейдеру піти до Храму джедаїв і вбити всіх джедаїв. Вейдер привів з собою батальйон клонів. У той час як Вейдер та 501-й легіон брали участь у знищенні Храму джедаїв, Сідіус наказав командирам-клонам розпочати виконувати наказу «66». Після того, як Сідіус дав клонам наказ, то чипи-інгібітори активувались і «промили мізки» клонам, щоб вони беззаперечно вбивали джедаїв. На планетах, таких як: Майгіто, Фелуція, Кейто-Неймодія, Салукемай та Келлер, клони почали виконувати наказ та вбивати своїх командирів-джедаїв. Деякі джедаї змогли уникнути смерті, серед них були: Обі-Ван Кенобі, Лумінара Ундулі, Йода, Кенан Джаррус та Ґроґу. Під час нападу на Храм джедаїв Вейдер з клонами знищили всіх джедаїв, які були там, включаючи юнлінгів. Сподіваючись заманити більше джедаїв на смерть, Вейдер активував маяк всередині Храму, який передавав екстрене повідомлення з проханням повернутися до Храму.
Після фактичного знищення Ордену джедаїв Сідіус скликав Сенат. Лорд ситхів представив себе жертвою у спробі джедайського перевороту, який він назвав «повстанням джедаїв». Він пообіцяв, що всіх зрадників-джедаїв буде знищено. Крім того, він використав нестабільність, викликану війною, щоб перетворити Республіку в Галактичну Імперію.

### Народження імперії

#### Встановлення Імперії
У той час як Сідіус проголосив себе імператором галактики, Кенобі та Йода проникли до Храму джедаїв, знайшовши там сотні вбитих джедаїв. Кенобі змінив повідомлення у маяку, щоб джедаї уникали Корусанту, і незабаром побачили голографічний запис, у якому вони видно, що Енакін відповідальний за вбивство у Храмі джедаїв. Двоє джедаїв вирішили знищити ситхів, Йода дав доручення Обі-Вану вбити Енакіна, на що Кенобі неохоче погодився, посилаючись на те, що він був його учнем, і він йому як брат. Сам Йода вирушив протистояти імператору.
«Говорить майстер Обі-Ван Кенобі. Вимушений повідомити, що Орден джедаїв та Республіка впали, а їхнє місце зайняла пітьма Імперії. Моє повідомлення — попередження та нагадування для всіх уцілілих джедаїв: покладайтеся на Силу. Не повертайтеся до Храму, його час минув, і наше майбутнє неясне. Уникайте Корусанту, ховайтеся, але не здавайтеся. На кожного з нас чекає випробування: нашої віри, нашої впевненості, нашої дружби. Але ми повинні бути стійкими, і я вірю, настане час нової надії. Нехай прибуде з вами Сила. Завжди.»
―Обі-Ван Кенобі, всім джедаям, що вижили
Кенобі відстежив Вейдера до вулканічної планети Мустафар, сховавшись на борту корабля сенатора Амідали перед тим, як вона вирушила до Мустафару в пошуках свого чоловіка. Вейдер, який вбив лідерів «сепаратистів» на Мустафарі, і поклав кінець війнам клонів, розлютився, побачивши свого колишнього вчителя, вважаючи, що він та Падме змовилися проти нього. Вейдер напав на Амідалу використовуючи Силу, через що вона знепритомніла, після чого між Кенобі та Вейдером розпочалася дуель на світлових мечах. Тим часом Йода зіткнувся з Імператором. Йода не зміг перемогти Імператора, і був врятований сенатором Бейлом Орґаною з Альдераану. На Мустафарі Кенобі переміг Вейдера, відрізавши йому ноги, і залишив його на березі лавової річки, через що він загорівся, і отримав опіки всього тіла. Імператор незабаром прибув до Мустафару і знайшов свого переможеного учня. Вони повернулися до Корусанту, де Вейдер отримав обладунки, які він буде змушений носити до кінця свого життя.
Кенобі зустрівся з Йодою та Орґаною на астероїдній колонії Поліс-Масса, де Амідала перед смертю народила близнюків, Люка та Лею. Майстри-джедаї вирішили розділити та тримати дітей подалі від Імператора та Вейдера. Лею відвезли до Альдераану, де її виховував Орґана та його дружина, королева Брега Орґана, як принцесу Лею Орґана. Люка відвезли жити на Татуїн до зведеного брата Енакіна, Овена Ларса та його дружини Беру Вайтсан-Ларс. Кенобі та Йода вирушили у добровільне вигнання. Кенобі став жити та наглядати за Люком на Татуїні, а Йода повернувся до Дагоби.
Відразу після наказу «66» Імператорський Візир Мас Амедда провів святкування на честь знищення Храму. Амедда заявив, що жителі галактики тепер вільні від загрози джедаїв завдяки новому Галактичному Імператору. Крім того, він стверджував, що джедаї були відповідальними за змови сепаратистів, але Палпатін побачив це і зміг пережити їхній замах. Головною подією стало спалення світлових мечів, які належали джедаям. Згодом знайшли світловий меч Йоди, а Амедда особисто кинув його до вогню. Кібер-кристали, які були у світлових мечах, незабаром відреагували на високу температуру, і вибухнули. Від вибуху була вивільнена синя хвиля, яка відштовхнула Амедду та кількох клонів.

#### Подальший розвиток
В епоху Імперії по галактиці продовжувалося полювання на джедаїв, які вижили. Дарт Вейдер, якому Імператор наказав знайти кібер-кристал для нового світлового меча, бо попередній меч був втрачений під час дуелі на Мустафарі, тому він вирушив до священного монастиря джедаїв на річці Аль-Долім. Там він зіткнувся з майстром-джедаєм Кіраком Інфіл'а, незважаючи на поразку в першому бою та отримання великих пошкоджень, Вейдер зміг перемогти і забрати його світловий меч собі.
Імператор наказав Вейдеру навчати групу колишніх джедаїв, щоб вони вистежували та знищували всіх чутливих до Сили, ця група отримала назву Інквізиторій. Їхнє джедайське минуле означало, що інквізитори були слабкими в темній стороні Сили, і через це більше оборонялися, а не атакувати. Вейдер помітив це, коли почав тренувати їх, тому вирішив тренувати їх тільки в наступальному стилі. Вейдер доручив Гранд-інквізитору вивчити записи Ордену джедаїв, щоб ознайомитися з їхніми ворогами та ефективніше полювати на них. Інквізитори змогли отримати список джедаїв, які зникли після винищення, включаючи таких джедаїв, як Йода, Квінлан Вос, Асока Тано та Джокаста Ню.
Джокаста Ню, колишня головна бібліотекарка Ордену джедаїв, було надане особливе значення. Вона намагалася зберегти джедаїв, створивши нову таємну школу разом зі своїм помічником Гаром. Для цього їй потрібні були студенти, і для досягнення цієї мети вона використала таємний тунель до храму, щоб знайти голокрон зі списком усіх чутливих до Сили дітей, яких внесли у список до наказу «66». Проникнути до храму та дістати голокрон із таємного сховища для неї було не складно, але з втечею виникли проблеми. Під час втечі вона побачила, як Гранд-інквізитор читає та викидає її книги, це її розізлило, і вона напала на нього. Після короткого поєдинку на світлових мечах проти Гранд-інквізитора вона зазнала поразки, і лише втручання Вейдера врятувало їй життя. Вейдер зажадав, щоб її взяли живою, що спричинило сварку між ним та інквізитором, що дозволило Ню втекти. Їй вдалось видалити архівні файли з комп'ютерів у бібліотеці та взяти спеціальну зброю (світловий меч-гвинтівка).
Ню спробувала вбити Вейдера, але була схоплена. Стримана і замкнена на борту патрульного транспорту Ню була змушена спостерігати, як Вейдер отримав доступ до бажаної інформації: кайбер-кристал пам'яті, який містить список всіх відомих чутливих до Сили дітей у галактиці. Коли Ню запитала, якою буде її доля, Вейдер запалив світловий меч, але не зустрів опору з боку Ню. Список імен був знищений Вейдером, щоб його вчитель не зміг використати його для пошуку та навчання інших учнів-сітхів.
Після цих подій полювання на джедаїв продовжилось, що призвело до спіймання майстра-джедая Лумінара Ундулі та ув'язнення її у добре укріпленій колишній сепаратистській в'язниці на Стигеон-Прайм. Після страти, її кістки були збережені, оскільки вони все ще містили сліди її Сили, і могли заманити інших джедаїв, змусивши їх повірити, що вона все ще жива. Ця стратегія виявилася ефективною, і джедаї, такі як Кенан Джаррус, вирушили на Стигеон-Прайм тільки для того, щоб потрапити в пастку.

### Ранній опір
До 18 ДБЯ, колишній падаван Феррен Барр почав підбурювати короля Мон-Калу Лі-Чара у відкритому повстанні проти Імперії. У відповідь на це Імператор відправив туди Вейдера разом з трьома інквізиторами: Десятим Братом, Дев'ятою сестрою та Шостим братом. Вони мали розслідувати можливу присутність джедая на планеті. Під час конфлікту Вейдер захопив Лі-Чара та вбив Феррена Барра, але помічниця Барра Верла втекла після того, як їй було наказано знайти інших джедаїв, що вижили, Квінлана Воса або Йоду, щоб закінчити її навчання.
Через деякий час після окупації Мон-Калу Шостий брат був відправлений до Табеску на полювання за можливим чутливим до Сили. Там він отримав інформацію, що на Рааді був помічений джедай. Пізніше він зіштовхнувся з Асокою Тано. Колишній падаван використала Силу, щоб змусити світловий меч інквізитора вибухнути, і цим вбивши його. Вона використовувала очищені кайбер-кристали з його меча для створення своїх мечів. Зрештою, Дарт Вейдер та Інквізиторій знайшли колишнього майстра-джедая Іїт Кот, який покинув Орден до закінчення Війн клонів. Вейдер знайшов Кота з дружиною, яка щойно народила. Відправивши інквізиторів захопити дитину, Вейдер викликав Кота на дуель. Як тільки дитина була захоплена, Вейдер вбив Кота.
У міру того, як Імперія розширювалася по всій галактиці, а ситхи збільшували свою владу, Імператор відчув нову загрозу від дітей чутливих до Сили, які потенційно могли повстати проти Імперії. Інквізиторам було наказано, або завербувати їх на темну сторону, або знищити разом із джедаями, які потенційно могли їх навчити. З цією метою інквізитори розпочали операцію, відому як проєкт «Харвестер», щоб захопити молодих чутливих до Сили дітей або курсантів Імперських академій. Епоха Імперії також призвела до виникнення повстанських осередків, які діяли по всій галактиці. Одним з таких осередків була повстанська група під назвою «Спектр», яка розташовувалась на Лоталі, яку очолювала капітан зорельоту «Примара» Гера Сіндулла, разом з джедаєм Кенаном Джаррусом. Осередок потрапив у поле зору Імперії після того, як Джаррус розкрив себе як джедай, звільняючи рабів вукі зі спайсових шахт планети Кессель. Імперія вистежила Кенана та його падавана Езру Бріджера.
Пізніше «Спектр» саботували святкування Дня Імперії у столиці Лотала у 4 ДБЯ та врятували співробітника Імперського інформаційного офісу — родіанця на ім'я Тсібо. Гранд-інквізитор переслідував їх, але вони змогли втекти в гіперпростір на борту «Примари». Однак Гранд-інквізитор зміг вистежити повстанців, використовуючи маячок стеження, встановлений на допоміжний шатл «Фантом». У той час як інші члени команди забрали Тсібо в укриття, Езра та Кенан привели Гранд-інквізитора у Форт Анаксіс. Після короткої дуелі, Езра та Кенан втекли від Інквізитора. Втім Езра швидко піддався Темній стороні, злякавшись за свого друга і наставника.
Через нездатність інквізитора та інших імперських агентів захопити «Спектр», гранд-мофф Вілгуфф Таркін прибув до Лоталу. Працюючи з агентом Імперського бюро безпеки Александром Каллусом та Таркіном Гранд-інквізитору вдалося впіймати повстанців в імперському центрі зв'язку біля Джалату. Інквізитор переміг Кенана у бою та захопив джедая. А все ж таки інші повстанці змогли втекти і захопити вежу зв'язку та передати повідомлення Езри про повстання. Після того, як Гранд-інквізитор та Каллус не змогли зламати Кенана, Таркін виступив за переведення джедая на Мустафар — планета, яка є могилою для джедаїв.
Над Мустафаром Гранд-інквізитор продовжував допитувати Кенана на борту руйнівника Таркіна, насміхаючись над Кенаном смертю його майстра Біллаби. Проте команда Кенана проникла на «Суверенний», та Езра врятував свого майстра. Після чого Кенан переміг Гранд-інквізитора у дуелі на борту руйнівника. Замість покарання за свою невдачу, Гранд-інквізитор покінчив життя самогубством, впавши в несправний реактор. Повстанцям знову вдалось втекли, з цим їх привітала Асока Тано, яка служила головним шпигуном повстанців під кодовим ім'ям Фалкрам.

### Галактична громадянська війна
Невдовзі після цього Імператор послав Вейдера розібратися з повстанцями, оскільки ті почали працювати з великим повстанським рухом на чолі з сенатором Орґаною та Асокою Тано, колишнім падаваном Енакіна Скайвокера. Після невдалої місії з порятунку міністра Макет Туа Дарт Вейдер влаштував засідку на команду «Спектр» в імперському комплексі на Лоталі. Незважаючи на те, що Кенан та Езра програли битву на світлових мечах, повстанцям вдалося втекти. З усім тим Дарту Вейдеру вдалося пошкодити, своїм удосконаленим «TIE», корабель повстанців. Під час бою Асока зрозуміла, що Дарт Вейдер був її колишнім учителем Енакіном Скайвокером. Після того, як ескадрилья «Фенікс» втекла з джедаями, Імператор наказав інквізиторам розібратися з ситуацією.
Під час штурму Силосу адміралу Кассіусу Костянтину було наказано зустрітися у космосі з П'ятим братом. Адмірал був стурбований тим, що ця зустріч поставила під загрозу місію Каллуса на Силосі. Пізніше Сьома сестра та П'ятий брат влаштували засідку на команду «Спектр» на покинутій медичній станції Республіки. Одним із повстанців був джедай-падаван Езра Бріджер, який зіткнувся в бою з Сьомою сестрою та П'ятим братом. Після втечі повстанців, Езра розповів про бій Кенану, який був шокований тим, що Гранд-інквізитор був не єдиним мисливцем на джедаїв.
Потім Сьома сестра та П'ятий брат розпочали кампанію з викрадення чутливих до Сили дітей для Імперії. Тано дізналася про місію інквізиторів і заручилася допомогою Кенана та Езри, щоб зупинити їх. Відстежуючи координати інквізиторів, Кенан, Езра, Ґаразеб Орреліос та Чоппер вирушили до планети Такобо. Їм вдалося врятувати іторіанську дитину Пайпі від інквізиторів. Оскільки Орден джедаїв остаточно зник, Тано, Кенан та Езра вирішили самостійно захищати чутливих до Сили дітей від Імперії.
Діючи за інформацією, отриманою одним з пошукових дроїдів «ID9», Сьома сестра та П'ятий брат об'єднали зусилля з агентом Каллусом та адміралом Костянтином, щоб вистежити та знищити повстанців, що ховалися на Гарелі. Протягом наступних кількох місяців Сьома сестра та П'ятий брат продовжували полювання на Езру та Кенана, підриваючи їхні зусилля допомогти ескадрильї Фенікса знайти нову базу на Усалоні. У відчаї Езра, Кенан та Тано відвідали Лотальський храм джедаїв. Там Езра зв'язався з Йодою, який наказав молодому падавану вирушити до Малакору. Тим часом Кенан завершив своє навчання і став лицарем-джедаєм, а Асока Тано змирилася з тим фактом, що Енакін став Вейдером. Джедаям вдалося втекти з храму до того, як П'ятий брат та Сьома сестра увірвалися до нього. Інквізитори повідомили Вейдера про те, що знайшли храм джедаїв.
Після створення бази на планеті Атоллон, Кенан та Езра супроводжували Тано на планету Малакор, де вона хотіла знайти спосіб знищити ситхів. Там на неї напав ще однин інквізитор Восьмий брат. Езра відділився від Кенана та Асоки, і зіткнувся з Дартом Молом, який запропонував свою допомогу у знаходженні секретів Малакорського храму ситхів. Після того, як Мол допоміг джедаям відбитися від інквізиторів, вони неохоче об'єдналися з Молом, щоб отримати секрети храму ситхів. У той час як Езра був переконаний, що Мол являється союзником, Кенан та Асока не довіряли колишньому ситху.
Мол переконав Езру помістити знайдений голокрон ситхів всередину обеліска храму у великому залі на вершині піраміди. Вбивши інквізиторів, Мол зрадив Кенана і Тано, осліпивши Кенана. Тим часом Езра дізнався, що храм ситхів був стародавньою бойовою станцією, здатною знищити все живе, і відмовився використати темну сторону Сили. Вейдер прибув до храму, і розпочав бій з Езрою та Асокою. Езрі та його майстру вдалося втекти з Чоппером на борту Фантома, тоді як Тано залишилася, щоб стримати Вейдера.

## Наслідки
На час громадянської війни між Імперією та Альянсом Повстанців, було точно відомо, що лише два джедаї все ще живі. Люк Скайвокер розпочав своє навчання під керівництвом Кенобі. А згодом почав отримувати настанови від його духу, і через кілька років майстер-джедай відправив його на планету Дагоба, де Люк продовжив своє навчання з Йодою.
Однак молодий джедай перервав своє навчання, щоб врятувати своїх друзів, Хана Соло та Лею. Незабаром Люк дізнався, що це пастка. Під час дуелі Люку було відрубано руку, і дізнався, що Вейдер його батько. Через рік Люк проголосив себе лицарем-джедаєм і повернувся на Дагобу, де знайшов втомленого і вмираючого Йоду. Перед смертю Йода передав останню мудрість своєму учневі і підтвердив, що Вейдер його батько. Він також закликав Люка передати свою мудрість новому поколінню джедаїв. Після смерті Йоди Люк став останнім джедаєм.
Відчувши доброту у своєму батькові, останні залишки Енакіна Скайвокера, Люк здався Вейдеру під час битви на Ендорі, і постав перед Імператором. Люк та Вейдер зійшлись у фінальному поєдинку на світлових мечах, і Люк ледь не перейшов на Темну сторону після того, як накинувся на Вейдера в гніві, однак він заспокоївся і викинув свій світловий меч, відмовившись продовжувати бій. Імператор спробував убити Люка, але вигляд сина в агонії привів Вейдера до спокути. Енакін Скайвокер, повернувшись до Світлого боку, пожертвував собою, щоб убити Імператора. Після смерті епоха правління Імперії ситхів в галактиці добігла кінця.

## Спадщина
Смерть Імператора залишила Галактичну Імперію без лідера. Імперія розкололася на конкуруючі групи, тоді як Альянс повстанців реформувався у Нову Республіку. Прислухаючись до поради Йоди, Люк вирішив відновити Орден джедаїв зібравши групу з щонайменше десяти учнів, серед яких був його племінник Бен Соло, син Леї Орґани та Хана Соло. Але Люк відчував темряву в племіннику. Вдивляючись у Бена, Люк побачив жах, який його племінник принесе в галактику, і в цей момент інстинктивно увімкнув свій світловий меч. Люк швидко схаменувся і відчув сором, але Бен обернувся, побачивши наміри вчителя. Шокований учень зруйнував будівлю у якій вони були за допомогою Сили. Бен остаточно перейшов на Темну сторону Сили, якого спокусив таємничий Сноук, і знищив нове покоління джедаїв, приєднавшись до Лицарів Рена і прийнявши нове ім'я Кайло Рен, ставши учнем Верховного лідера Першого ордену. Тим часом Скайвокер вирушив у добровільне вигнання до Першого храму джедаїв на планеті Ак-То, але через деякий час його знайшла чутлива до Сили Рей, яка стала останнім джедаєм після того, як Скайвокер пожертвував собою у Битва на Крейті, щоб врятувати Рух опору.

## За лаштунками
Винищення джедаїв було згадано ще у 1977 році у першому фільмі оригінальної трилогії. Вперше винищення було показано у фільмі «Зоряні війни: Помста ситхів». Концепція періоду, в ході якого Республіка впала, і її місце зайняла Імперія, походить ще з ранніх чернеток Джорджа Лукаса. У другій чернетці сценарію «Нової надії» група «Чорних лицарів ситхів» знищила Джедаїв-Бенду, які були захисниками «Республіканської Галактики» і послуговувалися Ашлою (початковою назвою світлої сторони Сили).

## Жертви винищення
- Аґен Колар вбитий Верховним канцлером Палпатіном.[7]
- Сесі Тійн вбитий Верховним канцлером Палпатіном.[7]
- Кіт Фісто вбитий Верховним канцлером Палпатіном.[7]
- Мейс Вінду вбитий Верховним канцлером Палпатіном.[7]
- Кі-Аді-Мунді вбитий клонами на чолі з Бакарем під час нападу на Майгіто.[7]
- Ейла Секура вбита клонами на чолі з Блаєм під час Битви на Фелуції.[7]
- Пло Кун вбитий командиром Джагом під час завоювання Кейто-Неймодії.[7]
- Стасс Аллі вбита клонами на чолі з Нейо під час облоги Салукемаю.[7]
- Депа Біллаба вбита командиром Греєм, капітаном Стайлсом та солдатами-клонами під час захоплення Келлери.[8]
- Шаак Ті вбита Дартом Вейдером під час нападу на Храм джедаїв.[31]
- Цин Дралліґ вбитий Дартом Вейдером під час нападу на Храм джедаїв.[7]
- Гаулік загинув у дорозі на Родію від ран, завданих солдатами-клонами.[32]
- В'ї Малро вбитий Дартом Вейдером під час нападу на Храм джедаїв.[7]
- Бене вбитий Дартом Вейдером під час нападу на Храм джедаїв.[7]
- Зетт Джукасса вбитий солдатами 501-го легіону під час атаки на Храм джедаїв.[7]
- Палабі вбитий під час нападу на Храм джедаїв.[16]

Декільком джедаям вдалося пережити виконання наказу «66» та втекти, проте багато хто з них незабаром були знайдені Дартом Вейдером та Інквізиторієм.
- Лумінара Ундулі взято під арешт Імперією і відправлено до в'язниці на Стігеон-Праймі, де пізніше була страчена за наказом Гранд-інквізитора.
- Кірак Інфіл'а вбитий Дартом Вейдером на Ал'долімі в 19 ДБЯ.[11]
- Джокаста Ню вбита на Корусанті в 19 ДБЯ.[15]
- Феррен Барр вбитий Дартом Вейдером на Мон-Калі в 18 ДБЯ.[18]
- Іїт Кот вбитий Дартом Вейдером.[20]
- Мусусіл вбита інквізитором на Аноаті.
- Зубайн Анконорі вбитий інквізитором на Матау.
- Кхандра вбита інквізитором на Бурнін-Конні.
- Нудж вбитий інквізитором на Бурнін-Конні.

## Відомі вцілілі
Декілька джедаїв змогли уникнути смерті під час винищення, але згодом загинули.
- Йода вижив під час наказу «66» і перебував у добровільному вигнанні на Дагобі аж до моменту своєї добровільної смерті у 4 ПБЯ.[25]
- Обі-Ван Кенобі вижив під час наказу «66» і перебував у добровільному вигнанні на Татуїні, загинув у дуелі з Дартом Вейдером на борту першої «Зірки Смерті» 0 ДБЯ.[23]
- Асока Тано[19]
- Кенан Джаррус загинув на Лоталі під час порятунку Гери Сіндулли в 1 ДБЯ.
- Кел Кестіс[33]
- Квінлан Вос[12]
- Коулман Ккай[20]
- Оппо Ранцизіс[20]
- Цере Джанда[34]
- Авелл[35]
- Селрак Елуос[20]
- Ка-Мун Колі[20]